# 신주범
신주범(愼周範, 1965년 8월 29일 ~ 2010년 8월 12일)은 대한민국의 제9대 경상남도의원, 제4·5대 경상남도 거창군의원이다.

## 학력
- 가조초등학교 졸업 (54회)
- 가조중학교 졸업 (26회)
- 가조익천고등학교 졸업 (4회)
- 건국대학교 법학과 졸업 (4회)

### 비학위 수료
- 건국대학교 행정대학원 사회복지학과 졸업
- 건국대학교 대학원 행정학 박사 수료

## 경력
- 한샘학원 원장
- 거창군 체육회 수영협회 협회장
- 가조면 익천고등학교 거창군 동문회 회장
- 가조면 발전협의회 회장
- 가조면 주민자치센터 고문
- 거창군청 홈페이지 개편 평가위원
- 가야문화권 지역발전혁신.광역협의회 위원
- 2004년·2005년도 거창군 예산결산특별위원장
- 거창군 78동우회 감사
- 거창군 정보화촉진협의회 위원
- 거창군 사이버농원 추진위원장
- 거창군 사이버농원 운영위원장
- 거창군 자활후견기관 운영위원
- 성균관 청년유도회 중앙위원
- 거창군 평생학습협의회 위원
- 거창군 지역혁신협의회 위원
- 민주평화통일자문회의 자문위원
- 거창군 문화도시조성계획연구용역 자문위원
- 2002.07 ~ 2006.06 제4대 경상남도 거창군의회 의원
- 2002.07 ~ 2004.07 제4대 경상남도 거창군의회 전반기 의회운영회 부위원장
- 2002.07 ~ 2004.07 제4대 경상남도 거창군의회 전반기 총무위원회 부위원장
- 2004.07 ~ 2006.06 제4대 경상남도 거창군의회 후반기 의회운영회 부위원장
- 2004.07 ~ 2006.06 제4대 경상남도 거창군의회 후반기 총무위원회 부위원장
- 2006.07 ~ 2010.06 제5대 경상남도 거창군의회 의원
- 2006.07 ~ 2008.07 제5대 경상남도 거창군의회 전반기 총무위원회 위원장
- 2008.07 ~ 2010.06 제5대 경상남도 거창군의회 후반기 부의장
- 2010.07 ~ 2010.08 제9대 경상남도의회 의원
- 2010.07 ~ 2010.08 제9대 경상남도의회 예산결산특별위원회 부위원장

## 수상
- 국회사무처 우수지방의원상 수상
- 전국지역언론인협회 전국의정대상 수상

## 역대 선거 결과
| 선거명          | 직책명                               | 대수           | 정당     | 득표율 | 득표수  | 결과 | 당락                     |
| --------------- | ------------------------------------ | -------------- | -------- | ------ | ------- | ---- | ------------------------ |
| 제2회 지방 선거 | 경상남도 거창군의원(가조면 선거구)   | 3대 (민선 2기) | 무소속   | 48.77% | 1,774표 | 2위  | 낙선                     |
| 제3회 지방 선거 | 경상남도 거창군의원(가조면 선거구)   | 4대 (민선 3기) | 무소속   | 58.37% | 1,970표 | 1위  | 경상남도 거창군의원 당선 |
| 제4회 지방 선거 | 경상남도 거창군의원(거창군 라선거구) | 5대 (민선 4기) | 한나라당 | 27.93% | 2,040표 | 1위  | 경상남도 거창군의원 당선 |
| 제5회 지방 선거 | 경상남도의원(거창군 제2선거구)       | 9대 (민선 5기) | 한나라당 | 57.30% | 6,595표 | 1위  | 경상남도의원 당선        |